# Ny framtid (politiskt parti)
Ny framtid (NYF) var ett politiskt parti i Sverige, registrerat hos valmyndigheten för riksdagsval.

## Historik
Partiet bildades inför riksdagsvalet 1994 med avsikt att motarbeta ett svenskt medlemskap i EU. När folkomröstningen om EU slutade med ett ja till EU övergick partiet till att försöka få Sverige att lämna EU. Som alternativ till EU förespråkade man ett utvidgat nordiskt samarbete, främst med Norge och Finland.
Störst framgång nådde Ny framtid i riksdagsvalet 2002, då man fick 0,18 procent av rösterna och blev fjärde största parti utanför riksdagen.
I riksdagsvalet 1994 fick partiet 4 960 röster. Partiet fick 9 171 röster i valet 1998, 9 337 röster i valet 2002, 1 171 i valet 2006, och 7 röster i valet 2010.
Partiet fick 69 röster i kommunvalet i Östersunds kommun 2006.
Partiledare var grundaren och frontfiguren Sune Lyxell. Efter valet 2006 drabbades han av sjukdom och partiets verksamhet kom att läggas i träda. Partiets hemsida stängdes ned 2010 och man beställde inga valsedlar samma år. Sune Lyxell avled i augusti 2012.
Våren 2014 övertog Christian Oscarsson partiledarrollen sedan Lyxells släktingar gett sitt godkännande.
På Oscarssons initiativ ställde Ny framtid upp i Europaparlamentsvalet i Sverige 2014. Åtta personer följde hans uppmaning att skriva dit partibeteckningen på blanka valsedlar. Man hade inte låtit beställa några valsedlar från valmyndigheten. Detta var första gången som Ny Framtid ställde upp i ett val till Europaparlamentet då man tidigare ansett att detta val endast var till för syns skull.
I riksdagsvalet 2014 fick Ny framtid 5 röster. 3 personer röstade dessutom på Ny framtid (med litet "f").
Eftersom partiet inte anmälde några kandidater inför riksdagsvalen 2010 och 2014 kom registreringen av partibeteckningen att förfalla.

## Politik
I slutskedet av valkampanjen inför riksdagsvalet 2014 lanserade Ny Framtid en ny hemsida, där man lyfte fram följande krav:
- Avskaffa arbetslösheten!
- Se till att det finns tillräckligt med bostäder!
- Bygg ut infrastrukturen!
- Förbättra skola, vård och omsorg!
- Gör om Europa till ett frihandelsområde!
- Återinför allmän värnplikt!
- Undervisa om fostrets utveckling i skolan![10]